# Alloteratura thanjavuensis
Alloteratura thanjavuensis är en insektsart som beskrevs av Kevan, D.K.M. och Xingbao Jin 1993. Alloteratura thanjavuensis ingår i släktet Alloteratura och familjen vårtbitare. Inga underarter finns listade i Catalogue of Life.